# Camlachie
Camlachie är en ort i Kanada.   Den ligger i provinsen Ontario, i den sydöstra delen av landet, 600 km sydväst om huvudstaden Ottawa. Camlachie ligger 200 meter över havet och antalet invånare är 7 506.
Terrängen runt Camlachie är platt. Närmaste större samhälle är Plympton-Wyoming, 5,4 km öster om Camlachie.
Trakten runt Camlachie består till största delen av jordbruksmark. Runt Camlachie är det ganska glesbefolkat, med 35 invånare per kvadratkilometer.